# Tilòpodes
Els tilòpodes (Tylopoda, ‘peu amb coixinet’ en llatí) és un subordre del clade dels artiodàctils. Conté diverses famílies, incloent-hi els camèlids, oromerícids, protoceràtids i xifodòntids. Els camells i les llames en són els únics membres vivents.